# Helmand Airport
Helmand Airport is een klein vliegveld in Chahar Burjak in Nimruz.